# Kocanki piaskowe
Kocanki piaskowe (Helichrysum arenarium (L.) Moench) – gatunek roślin z rodziny astrowatych. Występuje na rozległych obszarach środkowej i wschodniej Europy (na wschód od Francji) oraz w Azji sięgając na wschodzie po wschodnią Syberię, a poza tym w Azji Środkowej i południowo-zachodniej. W Polsce gatunek jest pospolity na niżu, rozpowszechniony na Wyżynach Polskich, na obszarach górskich bardzo rzadki i obecny tylko w niższych położeniach.

## Morfologia

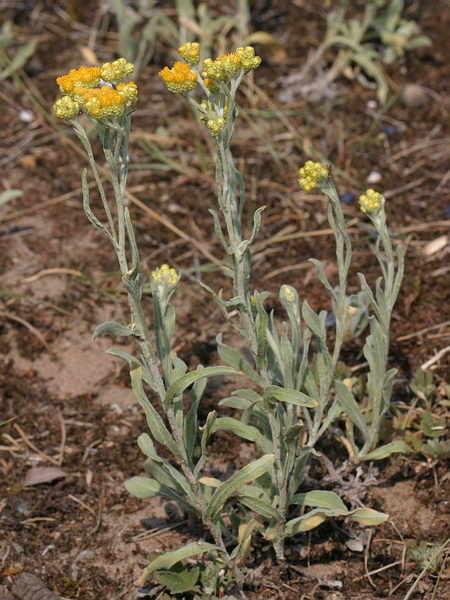
Pokrój

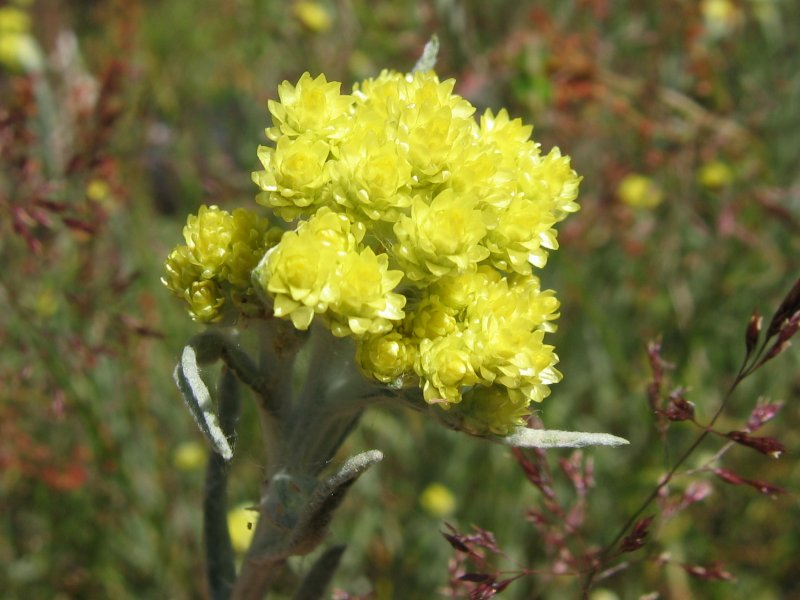
Kwiatostan

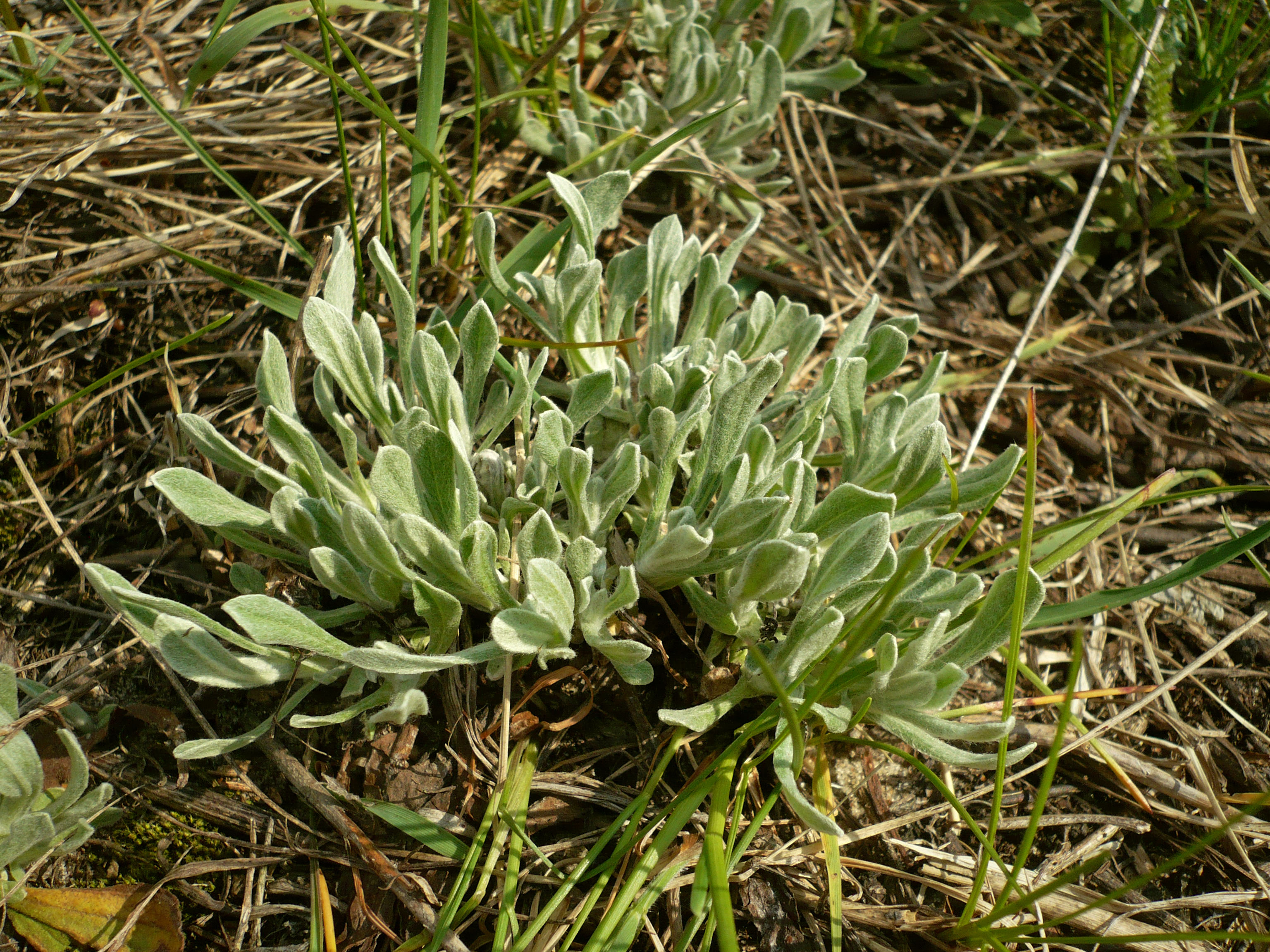
Liście rozet przyziemnych

PokrójRoślina zielna z drewniejącym kłączem, z którego wyrastają krótkie łodygi płonne oraz prosto wzniesione i nierozgałęziające się lub rozgałęzione tylko w obrębie kwiatostanu łodygi kwiatonośne osiągające 10–30 cm (rzadko do 50 cm) wysokości. Cała roślina wełnisto filcowata, gęsto ulistniona.
LiścieCałobrzegie, dolne łopatkowato lancetowate, zwężone w ogonek. Środkowe i górne liście węższe, równowąsko lancetowate i siedzące.
KwiatyZebrane w kulistawe lub odwrotnie jajowate, pomarańczowo-żółto-złociste, rzadziej bladożółte czy purpurowe koszyczki, te zaś skupione po 3–20 tworzą na szczycie pędu baldachokształtną wiechę. Okrywa koszyczków jest suchobłoniasta, z listkami luźnymi, licznymi, ułożonymi dachówkowato. Zewnętrzne listki są krótkie i odwrotnie jajowate, wewnętrzne coraz dłuższe i węższe do równowąskich. Kwiaty wszystkie lub większość obupłciowe, rurkowate, z 5-ząbkowym i ogruczolonym rąbkiem. Czasem obecne są brzeżne, nitkowate kwiaty żeńskie wyrastające w jednym szeregu.
OwocePodługowate, pięciokanciaste niełupki o długości 1 mm z pierzastym puchem kielichowym długości do 4 mm.
Gatunek podobnyW Polsce kocanki mogą być pomylone z szarotą żółtobiałą Pseudognaphalium luteoalbum, która jednak rośnie w miejscach wilgotnych, ma koszyczki zebrane w główkowate skupienia na szczytach pędów (nie spłaszczone od góry), listki okrywy jasne (słomiastożółte), w 2–3 szeregach, przylegające, rozluźniające się i rozpościerające tylko w czasie owocowania.

## Biologia i ekologia
Bylina. Kwitnie od lipca do października. Kwiaty zapylane są przez owady, a owoce rozsiewane są przez wiatr. Siedlisko: rośnie na glebach piaszczystych, ubogich, o różnym odczynie – od bardzo kwaśnego do zasadowego, w miejscach nasłonecznionych, ale toleruje też przejściowe ocienienie. Rośnie w murawach napiaskowych, w tym na wydmach nadmorskich, w murawach kserotermicznych, w świetlistych zaroślach, dąbrowach i w borach, ale też na odłogach, nieużytkach i przydrożach. W klasyfikacji zbiorowisk roślinnych gatunek charakterystyczny dla Cl. Koelerio-Corynephoretea. Liczba chromosomów 2n = 28.
Jest rośliną żywicielską larw motyla rusałki osetnik.

## Zmienność
W obrębie gatunku wyróżniane są cztery podgatunki:
- Helichrysum arenarium subsp. arenarium
- Helichrysum arenarium subsp. erzincanicum P.H.Davis & Kupicha
- Helichrysum arenarium subsp. ponticum (Velen.) A.R.Clapham
- Helichrysum arenarium subsp. rubicundum (K.Koch) P.H.Davis & Kupicha

## Zagrożenia i ochrona
Roślina objęta jest w Polsce od 1983 częściową ochroną gatunkową na podstawie rozporządzeń wydawanych kolejno w latach: 1983, 1995, 2001, 2004, 2012 i 2014. Uzasadnieniem dla ochrony jest zagrożenie wynikające z niekontrolowanego i intensywnego zbierania roślin z siedlisk naturalnych w celach leczniczych.

## Zastosowanie
Roślina ozdobnaJest uprawiana na rabatach, szczególnie zaś nadaje się na suche bukiety, gdyż po wysuszeniu kwiaty długo zachowują naturalne kolory.
Roślina leczniczaSurowiec zielarski
Kwiatostan kocanki piaskowej jest surowcem zielarskim o nazwie Inflorescentia Helichrysi. Zawiera chalkony, flawonoidy, żółty chalkon – izosalipurpozyd, naryngeninę, kemferol, apigeninę, luteolinę i kwercetynę; kwasy fenolowe (kawowy, syryngowy, protokatechowy, kumarowy), garbniki, fitosterole (kampesterol, beta-sitosterol), hydroksykumaryny (umbeliferon, eskuletyna, skopoletyna), olejek eteryczny (0,05%), barwniki (arenol, homoarenol), ftalidy (5,7-dwuhydroksyftalid), trójterpeny (kwas ursolowy).
Działanie
Kwiat kocanki piaskowej działa rozkurczająco na mięśnie pęcherzyka żółciowego, pobudza czynność wątroby. Surowiec stosowany jest w chorobach wątroby spowodowanych uszkodzeniem miąższu tego narządu i niedostatecznym wytwarzaniem żółci, a także w stanach skurczowych i zapalnych dróg żółciowych, kamicy żółciowej, atonii pęcherzyka żółciowego i skurczu zwieracza Oddiego.

## Uprawa
Wymaga żwirowatego, przepuszczalnego i niezbyt żyznego podłoża oraz słonecznego stanowiska. Rozmnaża się z nasion, sadzonek pędowych lub przez podział kłączy. Roślinę na suche bukiety zbiera się od lipca do sierpnia, przed całkowitym rozwinięciem się koszyczków (koszyczki rozwierają się podczas suszenia, natomiast w pełni rozwinięte stają się po ususzeniu nieładne). Suszenie powinno odbywać się na powietrzu, w przewiewie, w temperaturze 35 °C; po wysuszeniu należy usunąć nadmiar szypułek.